# 王曦雨
王曦雨（英語：Wang Xiyu，2001年3月28日—），出生于江苏泰興，中国网球运动员，职业生涯至今单打最高世界排名为第49位（2023年1月9日），赢得了1座WTA巡回赛冠军。
王曦雨8岁开始打网球，她曾于2018年赢得温布尔登网球锦标赛青少年双打冠军，同年夺得了美国网球公开赛青少年单打冠军。2023年1月9日，她的女子单打世界排名达到职业生涯新高，為49位。2023年广州国际女子网球公开赛中，王曦雨在决赛中击败里内特，获得了生涯首座巡回赛冠军，同年还进入了伊斯特本、罗马、布拉格和梅里达公开赛的16强。2024年奥斯汀网球公开赛中，王曦雨生涯第二次闯入巡回赛单打决赛，最终获得亞軍。

## 职业生涯

### 青少年大满贯表现
女子单打：
- 澳大利亚公开赛：QF（2018年）
- 法国公开赛：QF（2018年）
- 温网：半决赛 (2018)
- 美国公开赛：冠军（2018）

女子双打：
- 澳网：半决赛（2018年）
- 法国公开赛：半决赛（2017）
- 温网：冠军（2018）
- 美国公开赛：亚军（2017年）

王曦雨在2018年9月10日成为青少年世界第一，此前她在2018年美国网球公开赛上赢得了她唯一的单打大满贯冠军，并在决赛中击败了克拉拉·布雷尔。同年，她在澳大利亚网球公开赛和法国网球公开赛上进入四分之一决赛，然后在温布尔登网球公开赛上进入半决赛，都是单打比赛。  在双打方面，她还在 2018年温布尔登网球公开赛上与王欣瑜搭档赢得了一个大满贯冠军，并在2017年美网与莱亚·博什科维奇搭档获得亚军。她还在 2017 年法国网球公开赛和 2018 年澳大利亚网球公开赛上打进半决赛。在 ITF 青年巡回赛上，她赢得了 6 个单打和 8 个双打冠军。

## 轶事
王曦雨和王欣瑜亦是好友也是搭档。由于名字发音非常相像，因此用不同的持拍手称呼她俩为王左、王右，包括她们自己也接受。